# Japoński Urząd Patentowy

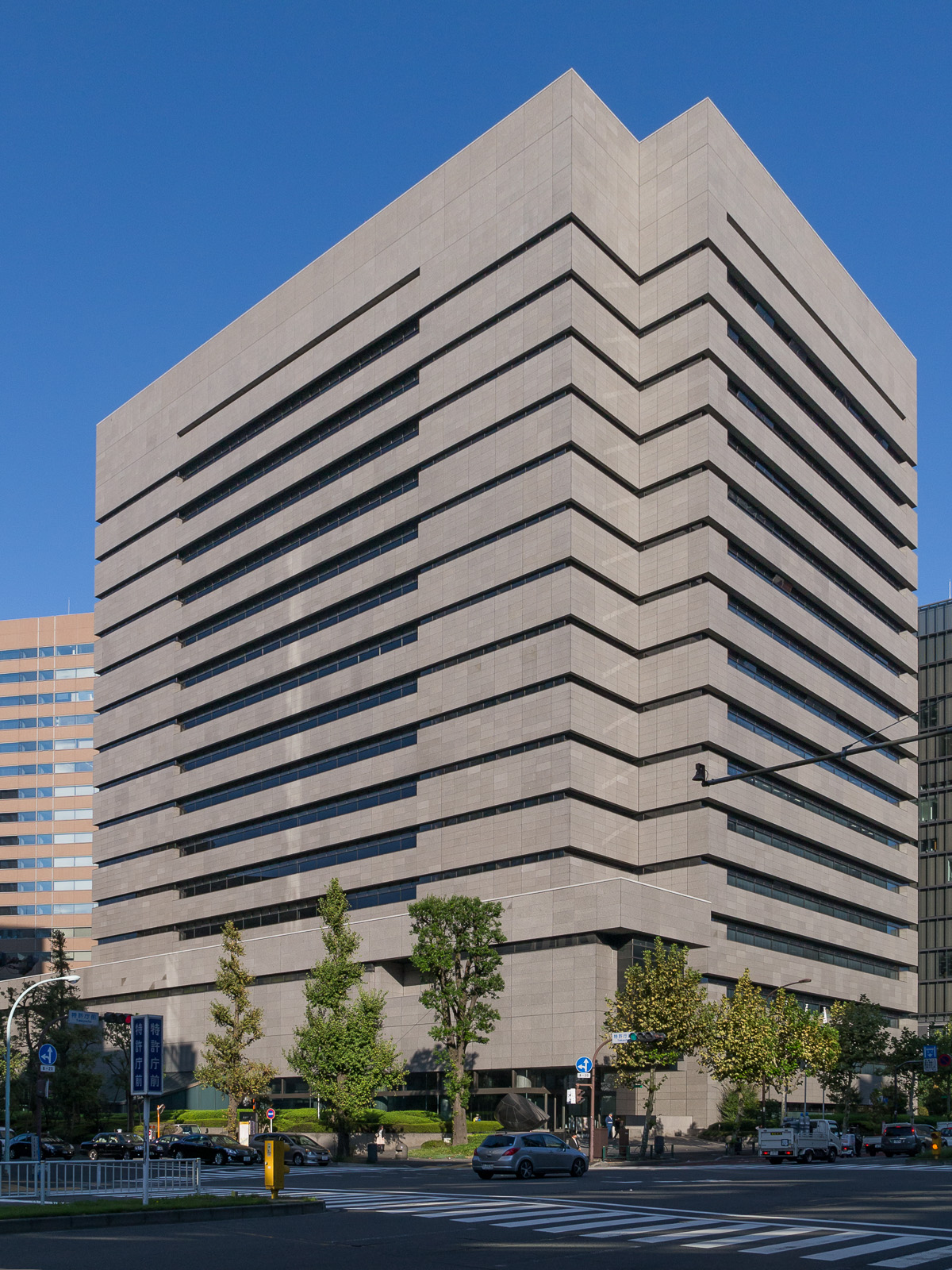
Siedziba japońskiego urzędu patentowego

Japoński Urząd Patentowy (jap. 特許庁 Tokkyochō, ang. Japan Patent Office - JPO) - organ rządowy Japonii odpowiedzialny za nadawanie i utrzymywanie w mocy praw własności przemysłowej. Jeden z trzech największych urzędów patentowych świata. 